# Katakis
Katakis (mimo Německo známa též jako Denaris) je videohra, která se stala jedním ze symbolů na platformě Commodore 64 a později také na Amize. Jedná se o variaci na další slavnou hru R-Type.
Zajímavé je provázání s titulem Turrican. Obě hry totiž vytvářel stejný člověk (Manfred Trenz) a tak příliš nepřekvapí, že děj obou her (míněno je prvního dílu Turricanu) se odehrává na planetě Katakis (resp. jeden z levelů se tak jmenuje). Hráč obsluhuje malou raketku, střílí po všem, co se hýbe a sbírá body a bonusy, které přinášejí vylepšení vlastností přemísťovadla. Hra využívá 2D horizontální, paralaxní scrolling.
V roce 1992 následovalo volné pokračování s názvem Enforcer, v rámci retro byla vyrobena také vzpomínková verze pro PC - Takatis.
Zatím posledním počinem je vývoj pokračování Katakis 2. Projekt začal v roce 2005 ve verzi PC, C64, Game Boy Advance a Nintendo DS. Postaraly se o to společnosti Smash Designs (Denaris Entertainment Software).